# 野村興児
野村 興兒（のむら こうじ、1944年（昭和19年）7月29日 - ）は、日本の政治家、元大蔵官僚。山口県萩市長を新旧合わせて6期務めた。
2018年4月に至誠館大学の学長に就任。

## 来歴
山口県萩市出身。河村建夫は山口県立萩高等学校の2年先輩。
1967年、京都大学経済学部経済学科を卒業し、同年大蔵省に入省。主計局調査課に配属。同期に伏屋和彦、黒田東彦（日銀総裁）、山口公生（銀行局長）などがいる。

## 略歴
- 1967年（昭和42年）
  - 3月 - 京都大学経済学部経済学科卒業
  - 4月 - 大蔵省入省、主計局調査課配属
- 1968年（昭和43年）8月 - 大阪国税局調査部
- 1969年（昭和44年）10月 - 大臣官房調査企画課
- 1971年（昭和46年）7月 - 大臣官房調査企画課地方経済調査係長[3]
- 1972年（昭和47年）7月 - 鳥取税務署長
- 1973年（昭和48年）7月 - 国税庁長官官房人事課長補佐
- 1975年（昭和50年）9月 - ハーバード大学ロースクール留学
- 1976年（昭和51年）7月 - 東京国税局総務部総務課長
- 1979年（昭和54年）7月 - 主計局主計官補佐（司法・警察係主査）
- 1981年（昭和56年）7月 - 大臣官房企画官兼大臣官房調査企画課[4]
- 1983年（昭和58年）6月 - 大阪国税局査察部長
- 1987年（昭和62年）8月 - 主税局税制第3課長
- 1989年（平成元年）6月 - 主税局税制第2課長
- 1990年（平成2年）6月 - 国税庁長官官房総務課長
- 1991年（平成3年）6月 - 福岡国税局長
- 1992年（平成4年）6月 - 国税庁調査査察部長
- 1993年（平成5年）10月 - 小池春光市長の死去に伴う山口県萩市長選挙に立候補、初当選。
- 1997年（平成9年）- 山口県萩市長選挙に立候補、再選。
- 2001年（平成13年）- 萩市長選挙に立候補、3選。
- 2005年（平成17年）- 新設合併に伴う萩市長選挙に立候補、当選（旧市から通算4選）。
- 2009年（平成21年）- 萩市長選挙に立候補、再選（旧市から通算5選）。
- 2013年（平成25年）3月 - 萩市長選挙に立候補、3選（旧市から通算6選）[5]。
- 2017年（平成29年）
  - 3月 - 萩市長選に立候補（自民推薦）したが、無所属新人の藤道健二に敗れる[6]。
  - 10月 - 至誠館大学の非常勤講師就任[2]
- 2018年（平成30年）
  - 4月 - 至誠館大学学長就任[2]
  - 5月23日 - 至誠館大学に吉田松陰研究所を開設、所長に就任。副所長は広島大学名誉教授の三宅紹宣氏[7]。
- 2019年（令和元年） - 春の叙勲で旭日中綬章を受章[8]。